# Список послов СССР и России в Лаосе
В статье представлен список послов СССР и России в Лаосе.

## Хронология дипломатических отношений
- 23 октября 1956 г. — 26 июля 1957 г. — достигнута договоренность об установлении дипломатические отношения на уровне посольств, однако фактически они реализованы не были.
- 7 октября 1960 г. — установлены дипломатические отношения на уровне посольств.
- 8 октября 1960 г. — 31 августа 1962 г. — СССР осуществлял дипломатические отношения через посольство в Камбодже.
- 3 марта 1962 г. — достигнута договоренность об обмене дипломатическими представителями.

## Список послов
| Срок полномочий                   | Посол                           | Годы жизни | Вручение верительных грамот | Комментарии         |
| --------------------------------- | ------------------------------- | ---------- | --------------------------- | ------------------- |
| СССР                              |                                 |            |                             |                     |
| 8 октября 1960 — 31 августа 1962  | Александр Никитич Абрамов       | 1905—1973  | 26 октября 1960             | По совместительству |
| 31 августа 1962 — 21 октября 1964 | Сергей Алексеевич Афанасьев     | 1912—1992  | 9 ноября 1962               |                     |
| 21 октября 1964 — 21 июня 1968    | Борис Ефремович Кирнасовский    | 1918—1986  | 5 ноября 1964               |                     |
| 21 июня 1968 — 14 октября 1972    | Виктор Иванович Минин           | 1926—1989  | 3 сентября 1968             |                     |
| 14 октября 1972 — 4 декабря 1976  | Валентин Петрович Вдовин        | 1927—2015  | 4 ноября 1972               |                     |
| 4 декабря 1976 — 9 октября 1980   | Митрофан Григорьевич Подольский | 1918—1995  | 28 декабря 1976             |                     |
| 9 октября 1980 — 3 октября 1986   | Владимир Фёдорович Собченко     | 1930—2014  | 16 октября 1980             |                     |
| 3 октября 1986 — 9 октября 1990   | Юрий Яковлевич Михеев           | 1930—2014  |                             |                     |
| 9 октября 1990 — 25 декабря 1991  | Георгий Алексеевич Рудов        | 1939—2021  |                             |                     |
| Российская Федерация              |                                 |            |                             |                     |
| 25 декабря 1991 — 6 апреля 1993   | Георгий Алексеевич Рудов        | 1939—2021  |                             |                     |
| 6 апреля 1993 — 30 апреля 1997    | Владимир Павлович Федотов       | 1930—2010  |                             |                     |
| 30 апреля 1997 — 17 июня 2002     | Валентин Григорьевич Еремченко  | 1942—      |                             |                     |
| 17 июня 2002 — 17 января 2007     | Юрий Андреевич Райков           | 1946—      |                             |                     |
| 17 января 2007 — 3 февраля 2010   | Владимир Юрьевич Плотников      | 1943—      |                             |                     |
| 3 февраля 2010 — 27 июня 2014     | Олег Викторович Кабанов         | 1954—      |                             |                     |
| 27 июня 2014 — 6 сентября 2019    | Михаил Владимирович Баранов     | 1961—      |                             |                     |
| 6 сентября 2019 — настоящее время | Владимир Анатольевич Калинин    | 1954—      | 21 ноября 2019              |                     |